# Word...Life
Albums de O.C.
Jewelz
(1997)
Singles
1. Born 2 Live
Sortie : 1994
2. Time's Up
Sortie : 1994

Word...Life est le premier album studio d'O.C., sorti le 18 octobre 1994.
L'album s'est classé 11e au Heatseekers et 34e au Top R&B/Hip-Hop Albums.
Le titre Time's Up a été samplé à de très nombreuses reprises par des artistes tels que Mos Def, 50 Cent, KRS-One, Fat Joe ou encore Evidence. L'instrumental de la chanson a été utilisé dans le film 8 Mile lors d'une scène de battle. Le morceau est une critique cinglante des thug-posturers (« voyous ») qui inondaient la scène hip-hop de l'époque.

## Liste des titres
| No  | Titre                                   | Contient un (des) sample(s) de                                                                              | Durée |
| --- | --------------------------------------- | --- | ----- |
| 1.  | Creative Control                        | Hey Jude de Maynard Ferguson                                                                                | 1:44  |
| 2.  | Word...Life                             | Never Will I Marry de Nancy Wilson et Cannonball Adderley                                                   | 4:53  |
| 3.  | O-Zone                                  | Shook Ones Part I de Mobb Deep Sorcerer of Isis de Power of Zeus                                            | 4:04  |
| 4.  | Born 2 Live                             | Risin' to the Top de Keni Burke                                                                             | 4:46  |
| 5.  | Time's Up                               | A Day in the Life de Les DeMerle                                                                            | 3:29  |
| 6.  | Point O Viewz                           | Seed of Love de Little Boy Blues Searchin' (Live) de Roy Ayers                                              | 4:14  |
| 7.  | Constables                              | Hip-Hop vs. Rap de KRS-One                                                                                  | 4:04  |
| 8.  | Ga Head                                 | Together Let's Find Love de The 5th Dimension Hey Jude d'O.C. Smith Return of the Funky Man de Lord Finesse | 3:55  |
| 9.  | No Main Topic (featuring Prince Po)     | Gong de Duke Ellington Fresh Is the Word de Mantronix featuring MC Tee                                      | 3:42  |
| 10. | Let It Slide (featuring Pharoahe Monch) | Dream Clock de Weather Report                                                                               | 4:23  |
| 11. | Ma Dukes                                | Back on the Track de Jimmy McGriff Come Dancing de Jeff Beck                                                | 3:58  |
| 12. | Story                                   | | 3:03  |
| 13. | Outtro (Sabatoge)                       | Riding High de Faze-O                                                                                       | 2:51  |
| 14. | Born 2 Live (Remix)                     | | 3:45  |